# Gil Amelio
Gilbert Frank Amelio (New York, 1º marzo 1943) è un informatico statunitense, direttore esecutivo di imprese ad alto contenuto tecnologico.

## Biografia
Amelio è cresciuto a Miami, Florida, da genitori nati in Italia, e si è diplomato alla Miami High School. Ha ricevuto la laurea universitaria e il master in fisica dal Georgia Institute of Technology.
Amelio lavorò per i Bell Labs, Fairchild Semiconductor, e la divisione semiconduttori della Rockwell International, ed è ricordato per essere stato CEO della National Semiconductor e dell'Apple Computer.
Amelio è stato amministratore delegato della National Semiconductor dal 27 maggio 1991 al 2 febbraio 1996. Durante la sua permanenza alla guida della società, Amelio tagliò i costi e fece tornare la compagnia a guadagnare.

## CEO di Apple
Nel 1994, Amelio entra a far parte del consiglio di amministrazione dell'Apple Computer. Dopo le dimissioni dalla NatSemi, Amelio diventa il CEO dell'Apple il 2 febbraio 1996, rimpiazzando Michael Spindler. Il suo salario era di 2,5 milioni di dollari statunitensi, più le indennità e un prestito da 5 milioni di dollari.
Amelio identifica cinque problemi dentro Apple; scarsità di denaro in cassa e di liquidità, prodotti di bassa qualità, mancanza di una vera strategia a lungo termine nella gestione del sistema operativo, mancanza di una cultura dell'azienda, frammentazione delle forze, si cerca di fare troppi prodotti e in troppi settori.
Per ridurre i problemi Amelio seguì la strada a lui più congeniale, tagliando i costi. Ridusse la forza lavoro di un terzo, eliminò il progetto Copland, e seguì con attenzione lo sviluppo dell'ottava versione del sistema operativo Mac OS. Per rimpiazzare Copland Amelio iniziò a trattare con la Be Incorporated, l'acquisto del BeOS, i negoziati si fermarono quando il CEO della Be Jean-Louis Gassée chiese 200 milioni di dollari statunitensi per il BeOS. Apple offriva 125 milioni. Nel novembre 1996, Amelio contattò Steve Jobs della NeXT Computer per discutere l'acquisto del suo sistema operativo. Il 4 febbraio 1997 Apple acquistò l'intera NeXT Computer per 427 milioni di dollari statunitensi. Il sistema operativo NeXT divenne la base da cui nacque macOS. Amelio successivamente ammise di aver pagato NeXT più del suo reale valore.
Durante la guida di Amelio le azioni Apple scesero al livello più basso raggiunto negli ultimi 12 anni e nel secondo trimestre del 1997 l'azienda perse 708 milioni di dollari. Amelio è sempre stato criticato per la sua visione miope del mercato e per la sua mancanza di un'abile strategia di marketing. Rassegnò le dimissioni da CEO il 9 luglio 1997 e venne sostituito da Steve Jobs. Scrisse un libro intitolato On the Firing Line: My 500 Days at Apple Computer (Sulla linea di fuoco: I miei 500 giorni all'Apple Computer).
Dopo l'avventura all'Apple Amelio intraprese una seconda carriera come fornitore di venture capital.